# Bitbank
bitbankはビットバンク株式会社が運営する暗号通貨取引所。
オーダーブック（取引板）の現物取引を事業の軸として、個人投資家向けに販売所やレンディングサービスを展開し、2024年11月より信用取引サービス提供開始。2017年9月に暗号資産交換業者登録（登録番号 関東財務局長 第00004号）。

## 概要
ビットバンク株式会社は2014年5月7日にビットチェック株式会社として設立。2014年9月には現在のビットバンク株式会社へ社名変更した。 2015年7月末には、日本初のビットコインを用いた先物取引サービスとして、bitbank Tradeをリリース（2019年4月に終了）。
2017年3月に暗号通貨の現物取引所 bitbank.ccをリリースし、現在は現物取引の出来高を特長とした取引所に成長。代表の廣末紀之は日本暗号資産ビジネス協会の会長であり、日本暗号資産等取引業協会の理事副会長も務める。

## 主なサービス
- bitbank.cc
  - 取引所[3]: オーダーブック（取引板）でビットコイン等各種暗号資産の購入・売却が可能。
  - 販売所[6]: ビットバンク株式会社とユーザー間の相対取引によりビットコイン等各種暗号資産の購入・売却が可能。
- 暗号資産を貸して増やす[7]
  - ユーザーは保有する暗号資産をビットバンク株式会社に貸し出すことにより、満期日に利息を受け取ることが可能。
- ビットバンクプラス [8]
  - ブロックチェーン、暗号資産や投資に関する様々な情報を初心者の方にも分かりやすく発信する公式オウンドメディア。暗号資産に関するマーケット情報などを配信。

## 取扱通貨
「通貨記号: 通貨名（読み）」全 44 種類を一覧で示す（2025年8月現在）
- BTC: Bitcoin（ビットコイン）[9]
- ETH: Ethereum（イーサリアム）[10]
- XRP: Ripple（リップル）[11]
- BCH[注 1]: Bitcoin Cash（ビットコインキャッシュ）[12]
- LTC: Litecoin（ライトコイン）[13]
- MONA: Monacoin（モナコイン）[14]
- XLM: Stellar Lumens（ステラルーメン ）[15]
- QTUM: Qtum（クアンタム）[16]
- BAT: Basic Attention Token（ベーシックアテンショントークン）[17]
- OMG: OMG（オーエムジー）[18]
- XYM: Symbol（シンボル）[19]
- LINK: Chainlink（チェーンリンク）[20]
- MKR: Maker（メイカー）[21]
- BOBA: Boba Network（ボバネットワーク）[22]
- ENJ: Enjin Coin（エンジンコイン）[23]
- MATIC: Polygon（ポリゴン）[24]
- DOT: Polkadot（ポルカドット）[25]
- DOGE: Dogecoin（ドージコイン）[26]
- ASTR: Astar Network（アスター）[27]
- ADA: Cardano（カルダノ）[28]
- AVAX: Avalanche （アバランチ）[29]
- AXS: Axie Infinity（アクシーインフィニティ）[30]
- FLR: Flare（フレア）[31]
- SAND:The Sandbox（ザ・サンドボックス）[32]
- APE:ApeCoin（エイプコイン）[33]
- GALA:Gala（ガラ）[34]
- CHZ:Chiliz (チリーズ)[35]
- OAS:Oasys（オアシス）[36]
- MANA:Decentraland（ディセントラランド）[37]
- GRT:The Graph（ザ・グラフ）[38]
- RNDR:Render Token（レンダートークン）[39]
- BNB:Build N Build（ビルドアンドビルド）[40]
- ARB:Arbitrum（アービトラム）[41]
- OP:Optimism（オプティミズム）[42]
- DAI:Dai（ダイ）[43]
- KLAY:Klaytn（クレイトン）[44]
- IMX:Immutable X（イミュータブルエックス）[45]
- MASK:Mask Network（マスクネットワーク）[46]
- SOL:Solana（ソラナ）[47]
- CYBER:Cyber（サイバー） [48]
- TRX:TRON （トロン）[49]
- LPT:Livepeer（ライブピア）[50]
- ATOM:Cosmos（コスモス）[51]
- SUI:SUI（スイ）[52]

## 沿革
2014年
- 5月 - ビットチェック株式会社を設立
- 5月 - 日本初となるビットコインATMを西麻布に設置[53]
- 5月 - クレジットカードでビットコインが買える「bitcheck wallet」開始[54]
- 9月 - 日本初のビットコイン決済サービス「bitcheck pay」開始[55]
- 9月 - ビットバンク株式会社に商号変更
- 10月 - 暗号資産メディア「BTCN」開始[56]

2015年
- 6月 - 日本初のビットコイン先物取引所「bitbank Trade」開始[57]

2016年
- 5月 - 日経BPより書籍『ブロックチェーンの衝撃』発売[58]
- 6月 - 暗号資産・ブロックチェーンの教育ビジネス「ブロックチェーン大学校」開始[59]

2017年
- 3月 - 暗号資産取引所「bitbank.cc」開始[3]
- 3月 - 100%子会社「ブロックチェーン大学校株式会社」設立[60]
- 8月 - 株式会社セレスと資本業務提携契約を締結し、同社から8.5億円の大型増資[61]
- 9月 - 29日に暗号資産交換業者登録 (登録番号 第00004号)[62]

2018年
- 3月 - 「暗号資産を貸して増やす」開始[63]
- 5月 - Ripple(XRP)の出来高世界一を記録[64]

2019年
- 2月 - 国内現物取引量48%を達成[65]
- 3月 - 「bitbankTrade」サービス終了[2]
- 6月 - 代表取締役の廣末がJVCEA理事に就任[66]
- 6月 - 廣末 JCBA会長に就任

2020年
- 10月 - 暗号資産販売所サービスを開始[6]

2021年
- 2月 - 1日あたりの現物出来高で過去最高を記録（827億円）
- 2月 - 国内暗号資産交換業者で初めて、脆弱性発見者に報奨金を支払う「バグバウンティプログラム」を開始[67]
- 4月 - 顧客預かり資産額が2898億円を突破し、過去最大を記録[68]
- 5月 - 月次取引高で過去最高を記録（1兆5311億円）
- 6月 - 経営顧問に大和証券株式会社の丸尾浩一が就任[69]
- 6月 - 代表取締役の廣末が日本暗号資産ビジネス協会（JCBA）の会長に再任[70]
- 6月 - 代表取締役の廣末が日本暗号資産取引業協会（JVCEA）の理事に再任[71]
- 9月 - 株式会社ミクシィ、株式会社セレスから約75億円を資金調達することを発表、（株）ミクシィと資本業務提携契約を締結[72]

2022年
- 3月 - 国際規格に基づく情報セキュリティマネジメントシステム（ISMS）認証を取得
- 5月 - デジタルアセットに特化した信託会社設立に向け三井住友トラストグループ株式会社との間で出資に向けた基本合意書を締結[73]
- 5月 - デジタルアセットに特化した信託会社の設立準備会社「日本デジタルアセットトラスト設立準備株式会社（JADAT）」を設立[74]
- 5月 - ビットバンクエンターテインメント株式会社を設立
- 6月 - 代表取締役の廣末が日本暗号資産ビジネス協会（JCBA）の会長に再任[75]
- 6月 - 代表取締役の廣末が日本暗号資産取引業協会（JVCEA）の理事に再任[76]
- 11月 - 脆弱性発見者に報奨金を支払う「バグバウンティプログラム」の公開先として新たにIssueHuntを追加

2023年
- 3月 - 「監査役設置会社」から「監査等委員会設置会社」へ移行
- 6月 - 代表取締役の廣末が日本暗号資産ビジネス協会（JCBA）の会長に再任[77]
- 6月 - 代表取締役の廣末が日本暗号資産取引業協会（JVCEA）の理事副会長に就任[78]
- 7月 - 公式オウンドメディア「ビットバンクプラス」を開設[79]
- 12月 -  GameFi におけるスカラーシップ制度のマッチングサービス「FiKNOTS[80]（ファイノッツ）」をリリース

2024年
- 1月 - 社外取締役監査等委員（常勤）および社外取締役が就任[81]
- 4月 - 第三者機関による顧客満足度調査において総合1位を獲得[82]
- 5月 - 設立10周年[83]
- 6月 - 代表取締役の廣末が日本暗号資産ビジネス協会（JCBA）の会長に再任[84]
- 6月 - 代表取締役の廣末が日本暗号資産取引業協会（JVCEA）の理事に就任[85]
- 7月 - 「コンプライアンス・ファースト宣言」公表[86]
- 10月 - 「国内における暗号資産 ETF 等の組成等に向けた提言」を公表[87]
- 10月 - TVCM 『Everybody bitbank』放映開始[88]
- 11月 - 暗号資産やブロックチェーン技術を活用するプロジェクトに対し投資活動をおこなう「Bitbank Ventures 合同会社」を設立[89]
- 11月 - 信用取引サービス提供開始[90]

2025年
- 1月 - 米Forbesの暗号資産取引所ランキング「The World's Most Trustworthy Crypto Exchanges」において、暗号資産取引所「bitbank」がランクイン[91]
- 3月 - 取締役 兼 執行役員CTO 野田が一般社団法人JPCrypto-ISACの代表理事に就任[92]
- 4月 - 第三者機関による顧客満足度調査において2年連続総合1位を獲得[93]
- 4月 - 第二弾 TVCM 『Everybody bitbank』放映開始[94]

## 加盟団体
- 日本暗号資産ビジネス協会（JCBA）[4]
- 日本暗号資産等取引業協会（JVCEA）[5]
- 日本貸金業協会会員 第006169号[95]
- 株式会社日本信用情報機構(JICC)[96]
- 一般社団法人JPCrypto-ISAC[97]